# Mały Kaukaz
Mały Kaukaz (76; orm. Փոքր Կովկաս, azer. Kiçik Qafqaz Dağları, gruz. მცირე კავკასიონი, ros. Малый Кавказ – Małyj Kawkaz) – fałdowy łańcuch górski w Azji Zachodniej, na granicy Kaukazu i Wyżyny Armeńskiej. Leży na terytorium Turcji, Gruzji, Armenii i Azerbejdżanu. 
Pod względem tektonicznym i geologicznym Mały Kaukaz nie ma w zasadzie nic wspólnego z właściwym Wielkim Kaukazem, jest natomiast związany z Wyżyną Armeńską, której jest północnym obrzeżeniem. Z kolei pod względem geomorfologicznym Mały Kaukaz różni się i od Wielkiego Kaukazu, i od Wyżyny Armeńskiej; ta ostatnia odmienność polega głównie na tym, że pasma górskie składające się na Mały Kaukaz są pochodzenia fałdowo-zrębowego, a nie wulkanicznego. Mimo tego radziecki geograf B. Dobrynin zaliczył Mały Kaukaz, wraz z sowiecką częścią Wyżyny Armeńskiej, do Kaukazu. W polskiej geografii poglądy były rozbieżne: Z. Czeppe, J. Flis i R. Mochnacki zaliczyli Mały Kaukaz do Wyżyny Armeńskiej, natomiast J. Mityk - do Kaukazu, podobnie jak J. Kondracki (najwyraźniej w ślad za B. Dobryninem). Również według przedstawionej przezeń regionalizacji fizycznogeograficznej opartej na Uniwersalnej Klasyfikacji Dziesiętnej Mały Kaukaz jest podprowincją megaregionu Krym i Kaukaz. 
Pod względem geomorfologicznym Mały Kaukaz stanowi zespół pasm górskich ciągnących się na długości około 600 km łukiem od wybrzeża Morza Czarnego koło Batumi na zachodzie do doliny Araksu na południu. Od Wielkiego Kaukazu dzielą go Nizina Kolchidzka na zachodzie i Nizina Kurańska na wschodzie, a łączy odchodzące na północ pasmo Gór Lichskich. Granica między Małym Kaukazem a Wyżyną Armeńską jest niewyraźna - pasma Małego Kaukazu bez wyraźnej granicy łączą się z pasmami Wyżyny Armeńskiej. Większe pasma Małego Kaukazu to (od zachodu): 
- Góry Mescheckie (Gruzja), najwyższy szczyt Mepisckaro - 2850 m n.p.m.,
- Góry Trialeckie (Gruzja), najwyższy szczyt Szawiklde - 2850 m n.p.m.,
- Góry Somcheckie (Gruzja / Armenia), najwyższy szczyt Lalwar - 2543 m n.p.m.,
- Góry Sewańskie (Armenia / Azerbejdżan), najwyższy szczyt Hinal - 3367 m n.p.m.,
- góry Murowdag (Azerbejdżan), najwyższy szczyt Giamysz - 3724 m n.p.m.,
- Góry Karabaskie (Azerbejdżan), najwyższy szczyt Wielki Kirs - 2725 m n.p.m.

Pod względem geologicznym Mały Kaukaz stanowi antyklinorium (zespół fałdów), wypiętrzone głównie w czasie od dolnej kredy do oligocenu. Jest ograniczony od północy przez zapadlisko riońsko-kurskie, a od południa przez pokrywę skał wulkanicznych, pochodzącą z neogenu-czwartorzędu. Mały Kaukaz jest zbudowany z grubych kompleksów skał wieku jurajskiego, kredowego i paleogeńskiego, leżących na podłożu skał metamorficznych z prekambru-paleozoiku. W skałach trzeciorzędu występuje duża ilość ofiolitów.
Północne i północno-wschodnie zbocza pasm górskich są pokryte lasami, głównie liściastymi, na zachodzie także iglastymi. Zbocza południowe pokrywa step. W partiach szczytowych występują murawy alpejskie. 
W górach Małego Kaukazu występują złoża miedzi, rud aluminium, rud żelaza, pirytów i barytu.